# بروطيا لامعة
بروطيا لامعة (الاسم العلمي:Protea nitida) هو نوع من النباتات يتبع جنس البروطيا من الفصيلة البروطية.